# Rafale (arme)
Pour les articles homonymes, voir Rafale.

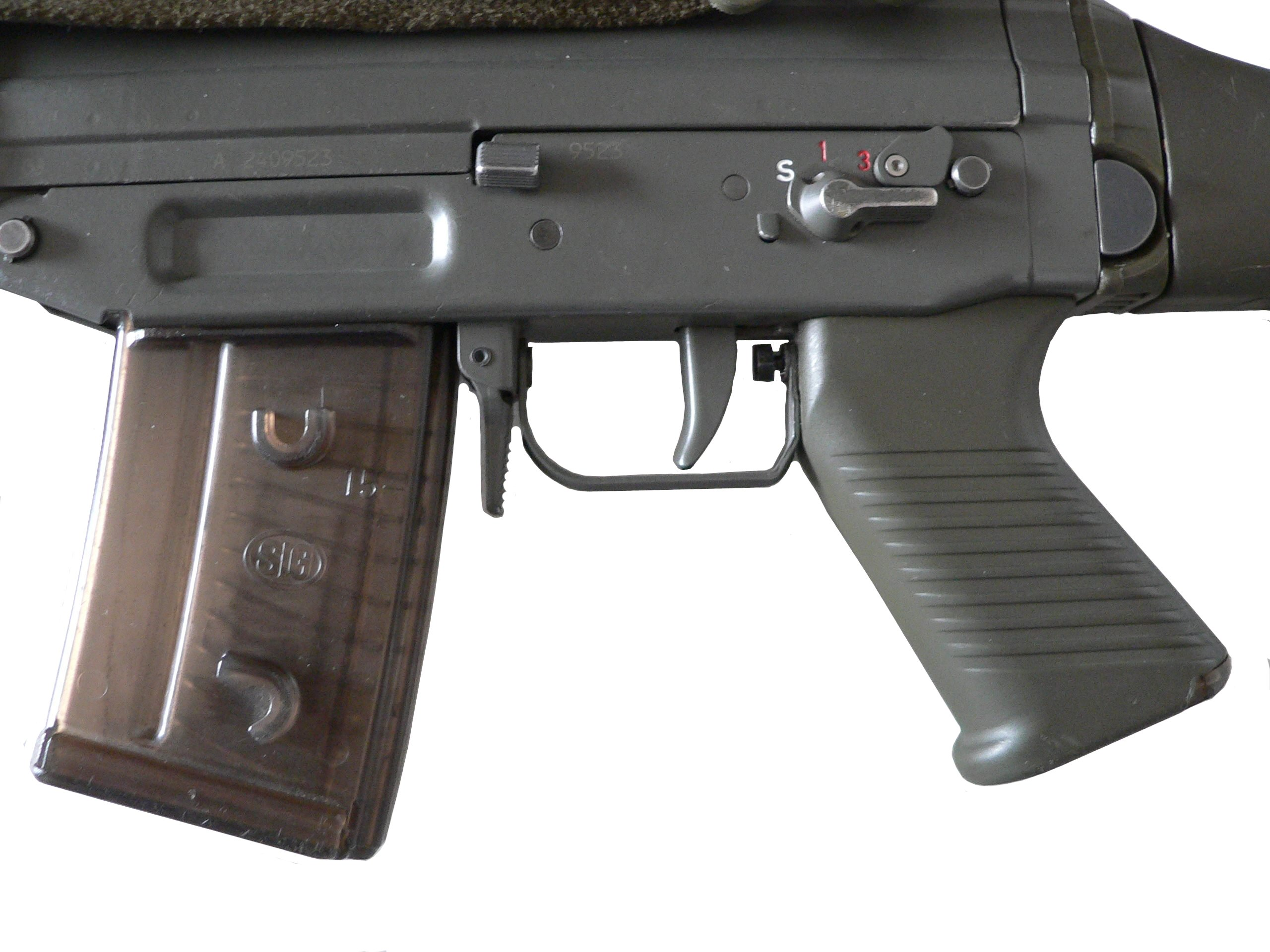
Le sélecteur de tir du SIG-550 permet des rafales de trois coups

Dans les armes à feu automatiques, le mode rafale est un mode de tir permettant au tireur de tirer un nombre prédéterminé de coups, généralement deux ou trois coups sur des armes portatives et 50 à 100 ou plus sur des armes antiaériennes et des canons automatiques, avec une seule action sur la queue de détente. Ce mode de tir est couramment utilisé dans les mitrailleuses et les fusils d'assaut. D’autres types d’armes à feu, tels que les pistolets-mitrailleurs, par exemple le Heckler & Koch HK VP70 et le Beretta 93R, ont également un mode rafale.
Le mode rafale est normalement utilisé comme mode de tir intermédiaire entre semi-automatique et entièrement automatique, bien que certaines armes à feu n’aient pas de capacité « automatique complète » et utilisent plutôt un mode rafale. Par exemple, le M16A4 (le fusil de service standard de l’United States Marine Corps) dispose, en plus du mode semi-automatique, d’un mode rafale à trois coups, qui a remplacé le mode entièrement automatique des modèles M16A1 et A3 précédents. La raison de ce remplacement était le gaspillage massif de munitions et les très mauvaises performances des soldats qui tiraient avec leurs fusils en mode entièrement automatique pendant la guerre du Viêt Nam.
Le nombre de coups tirés en rafale est presque universellement déterminé par un mécanisme à came qui déclenche le mécanisme de mise à feu pour chaque tir. Contrairement à la croyance populaire, ou à la façon dont elle est souvent représentée, presser la détente une fois ne « commence » pas la rafale. Pour la grande majorité des armes à tir en rafale, la détente doit être maintenue enfoncée pendant toute la durée de la rafale. Certaines conceptions, telles qu’utilisées sur la série M16, mettront fin à la rafale si la détente est relâchée avant que la rafale ne soit terminée, mais maintiendront la came en position. Ainsi, la prochaine fois que la détente est actionnée, l’arme ne tirera qu’un ou deux coups. D’autres conceptions, telles que le mécanisme qu’on trouve sur les armes Heckler & Koch, réinitialiseront la position de la came. Ainsi, la prochaine rafale tirera toujours un nombre complet de coups,.
Certaines armes à feu, comme le Nikonov AN-94, le fusil d'assaut AO-63 et le HK G11 ont une caractéristique dans laquelle les balles sont tirées en succession rapide (rafale de 2 coups à 1800 coups par minute dans le cas de l’AN-94). Cela augmente la précision de la rafale, car plusieurs coups sont tirés avant que l’impulsion de recul n’ait affecté la visée du tireur (et avant même que l’impulsion ne soit transférée au tireur, dans le cas du G11). Ceci est effectué en faisant glisser le canon vers l’arrière et en chargeant un autre coup dans la chambre, tiré par une poulie, et qui est tiré lorsque le canon claque sur la culasse, lorsque le premier coup chambré est tiré lorsque le canon coulissant est au repos, par opposition à un mécanisme à came de la conception type M16.